# Cyrtophora trigona
Cyrtophora trigona là một loài nhện trong họ Araneidae.
Loài này thuộc chi Cyrtophora. Cyrtophora trigona được Ludwig Carl Christian Koch miêu tả năm 1871.